# Pablo Sánchez Velarde
Pablo Wilfredo Sánchez Velarde (Lima, 26 de junho de 1956) é um advogado e professor universitário peruano. Foi procurador-geral do Peru (Fiscal de la Nación), substituindo seu antecessor no cargo, Carlos Ramos Heredia, por decisão do Conselho Nacional de Magistratura. Assumiu o cargo a partir de 5 de julho de 2015 até 7 de junho de 2018. Regressou a assumir interinamente em 30 de março de 2022 até a nomeação das vagas faltantes no Conselho de Procuradores Supremos. A partir de 11 de novembro de 2005 foi o procurador-chefe do Conselho de Procuradores Supremos do Ministério Público. Em dezembro de 2023, após a suspensão de Patricia Benavides do cargo de procuradora nacional, Sánchez assumiu de forma interina novamente.

## Biografia
Foi graduado em Direito pela Universidade Nacional Maior de São Marcos. No que diz respeito ao direito penal, sua carreira como promotor começou em 2011. Quando a promotora Nelly Calderón o encarregou de realizar as primeiras investigações contra o ex-presidente Alberto Fujimori e o conselheiro presidencial Vladimiro Montesinos.
Foi nomeado procurador supremo da Junta dos Procuradores Supremos, em 11 de novembro de 2005, pelo Conselho Nacional da Magistratura.
Obteve relevância nacional ao assumir o cargo de novo procurador-geral do Ministério Público do país, em substituição ao seu antecessor no cargo, Carlos Ramos Heredia, destituído do cargo por improbidade funcional. Sánchez já atuava como promotor, membro da Junta de Procuradores Supremos. Sua eleição como novo procurador-geral recebeu apoio midiático por parte da ONG IDL-Reporteros e de outras organizações anticorrupção.
Como procurador-geral seu maior feito foi a criação das investigações da Lava Jato. Esta decisão foi bem recebida pela Associação Ibero-Americana de Ministérios Públicos. No entanto, foi questionada pelos congressistas fujimoristas Daniel Salaverry e Yeni Vilcatoma por não avançarem com as investigações do caso Odebrecht, ao que Sánchez respondeu que isso não era verdade e que as empresas Graña e Montero, entre outras envolvidas, estavam sendo investigadas.
Em 30 de dezembro de 2017, Sánchez negou ter qualquer ligação com o vazamento de áudios não públicos da declaração de Marcelo Odebrecht, feita pelo IDL-Reporteros. O procurador-geral disse que os assuntos de privacidade de áudio eram de responsabilidade do promotor José Domingo Pérez.
Em 13 de março de 2018, deu ordem para arquivar as investigações sobre o caso Chinchero, no qual estavam vinculados a ex-vice-ministra dos Transportes Fiorella Molinelli e o presidente Martín Vizcarra. Seu mandato à frente do Ministério Público terminou em 7 de junho de 2018, quando Pedro Chávarry foi escolhido pelo Conselho de Procuradores Supremos por votação.
Em julho de 2018, foi nomeado chefe da Primeira Procuradoria Suprema Penal, cargo ocupado pelo seu sucessor como procurador-geral.
Fora da liderança do Ministério Público, foi questionado pela contratação do ex-procurador federal suíço Stefan Lenz para as investigações do caso Lava Jato. O contrato de Lenz era de 660 mil soles e, no final, não foi entregue o relatório sobre qualquer andamento da investigação. A informação foi divulgada pelo novo chefe do caso Lava Jato, Rafael Vela Barba.
Novamente como promotor, foi nomeado, em 5 de agosto de 2018, como principal responsável pela investigação do juiz César Hinostroza e demais envolvidos no escândalo CNM Audios. Em outubro de 2020, foi nomeado coordenador da Equipe Especial do caso Los Cuellos Blancos del Puerto.
Em 2023 voltou a assumir o cargo de procurador-geral interino após os escândalos de corrupção ocorridos durante o mandato de Patricia Benavides. Para isso, Sánchez ordenou a restrição do acesso aos escritórios onde Benavides operava. 